# Kenworth

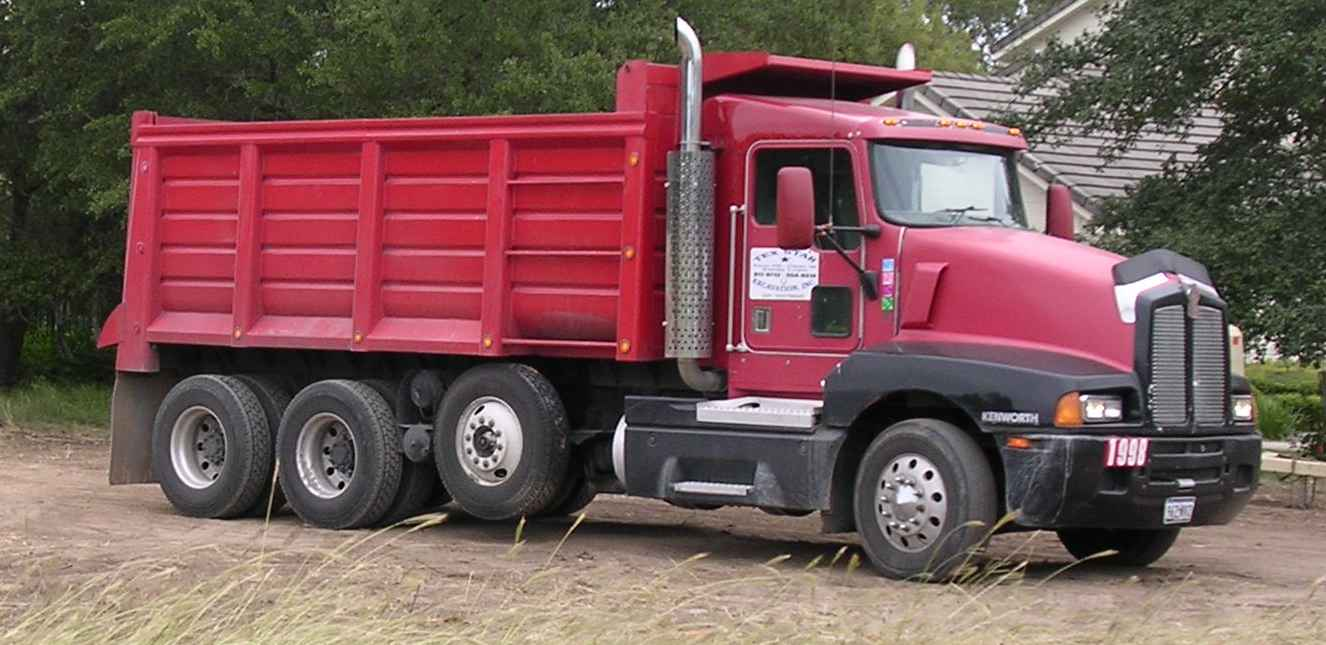
Kenworth-vrachtauto met laadbak

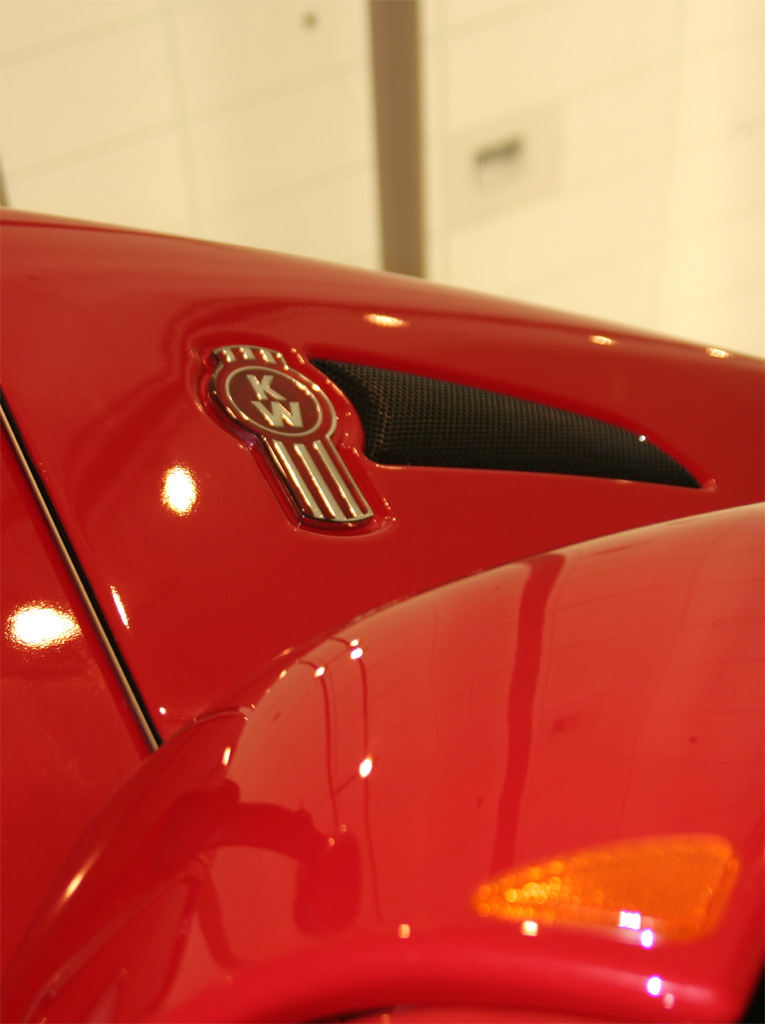
Het Kenworth logo op de nieuwe T660.

Kenworth maakt als vrachtwagenfabrikant deel uit van de PACCAR-groep, hetzelfde concern waar onder andere DAF toe behoort. Deze Amerikaanse fabrikant is gevestigd in Kirkland, Washington en heeft fabrieken in Renton (Washington), Chillicothe, Victoria (Australië), Mexicali (Mexico) en Sainte-Thérèse (Canada).

## Geschiedenis van Kenworth
De geschiedenis van Kenworth begon in Portland. In 1912 werd het bedrijf opgericht als auto en vrachtwagen dealer door de broers George T. en Louis Gerlinger Jr. Het bedrijf droeg de naam Gerlinger Motor Car Works. In 1914 besloten ze hun eigen vrachtwagen te bouwen met een krachtigere zes cilinder verbrandingsmotor. Dit was de eerste die ooit in een bedrijfsvoertuig gebruikt werd. De vrachtwagen werd The Gersix genoemd en in 1915 aan het publiek gepresenteerd.
In 1916 verhuisde het bedrijf naar Tacoma in de staat Washington. De zakenman Edgar K. Worthington uit Seattle beheerde in die tijd zijn moeders bedrijfsgebouw, waar Gerlinger een huurder werd en hij raakte geïntrigeerd door het bedrijf. Het leek dat Worthingtons huurder het goed deed en het bedrijf werd vrij populair in het noordwesten van de Verenigde Staten
Het bedrijf had het echter moeilijk en in 1917 bood Louis Gerlinger dan ook de productie afdeling aan ter verkoop. Worthington liet deze kans niet schieten, samen met zijn partner Kapitein Frederick Kent, vormde hij The Gersix Manufacturing Company om zo het maken van 6 cilinder vrachtwagens voort te zetten.
In 1919 ging Kent met pensioen en nam zijn zoon Harry zijn partnerschap over. In 1922 maakte Gersix 53 vrachtwagens in zijn fabriek op Fairview Avenue in Valley Street. onder de nieuwe naam verhuisde het bedrijf naar 506 Mercer Street en later nog naar 1263 Mercer Street.
Kenworth werd opgericht in 1923, de naam is een acroniem gevormd uit beide achternamen van de eigenaren Harry Kent en Edgar Worthington.